# 迎賓館赤坂離宮
迎賓館赤坂離宮（げいひんかんあかさかりきゅう）は、東京都港区にある日本の迎賓館。赤坂迎賓館とも呼ばれる。イタリア産の黒と白の大理石が市松に張られた玄関ホール、イタリア産とフランス産の大理石が床や壁に張られ、深紅の絨毯が敷かれた中央階段ホール、国賓のサロンとして使われる広さ約200平方メートルの「朝日の間」など、絢爛な空間が広がっている。
行政官庁としては、内閣府の施設等機関として置かれている。

## 沿革
東京の元赤坂にある現在の迎賓館の建物は、東宮御所として1909年（明治42年）に建設された。鹿鳴館などを設計したお雇い外国人建築家ジョサイア・コンドルの弟子にあたる宮廷建築家片山東熊（かたやまとうくま）の設計により、元紀州藩の屋敷跡（明治6年宮城火災から明治21年の明治宮殿完成までの15年間、明治天皇の仮皇居が置かれていた。）に建てられた。しかしそのネオ・バロック様式の外観があまりにも華美に過ぎたことや、住居としての使い勝手が必ずしも良くなかったことから、皇太子嘉仁親王（後の大正天皇）がこの御所を使用することはほとんどなかった。嘉仁親王が天皇に即位した後は離宮として扱われることとなり、その名称も赤坂離宮と改められた。
1924年（大正13年）、大正天皇の皇子・皇太子裕仁親王（後の昭和天皇）と良子女王（後の香淳皇后）との婚儀が成ると、その後の数年間、赤坂離宮は裕仁親王一家の住居たる東宮御所として使用された。裕仁親王が天皇に即位した後は離宮として使用されることも稀になったが、1935年（昭和10年）4月と1940年（昭和15年）6月には、訪日した満州国皇帝溥儀の宿舎となった。太平洋戦争終戦時には高松宮宣仁親王が昭和天皇に、宮城焼け跡の御文庫を出て赤坂離宮へ移り住むことを提案したが、天皇は使い勝手が悪く経費がかさむとして拒否している。
第二次世界大戦後には、敷地内で麦の栽培や山羊の飼育が行われた。1947年6月20日には、昭和天皇が麦刈りを行っている。その後、赤坂御用地の敷地や建物は皇室から国に移管され、国立国会図書館（1948年 - 1961年）、法務庁法制意見長官（1948年 - 1960年）、裁判官弾劾裁判所（1948年 - 1970年）、内閣憲法調査会（1956年 - 1960年）、東京オリンピック組織委員会（1961 - 65年）などに使用された。
その後国際関係が緊密化して外国の賓客を迎えることが多くなり、また1955年（昭和30年）から国公賓宿舎として使用していた東京都港区芝白金台の白金迎賓館（旧朝香宮邸、現・東京都庭園美術館）は手狭で随行員が同宿できないといった支障があったため、1962年（昭和37年）に当時の池田勇人首相の発意によって新たに迎賓施設を整備する方針が閣議決定された。
これを受けて、池田及び池田の後継として1964年（昭和39年）に首相に就任した佐藤栄作の2代の政権下で政府部内で検討を重ねた結果、『旧赤坂離宮を改修し、これを外国賓客に対する迎賓施設に供する』ことが、1967年（昭和42年）に決定された。こうして5年の歳月と108億円（工費101億円、内装費7億円）をかけて、本館は村野藤吾、和風別館は谷口吉郎の設計協力により、田中角栄政権当時の1974年（昭和49年）3月に現在の迎賓館が完成した。新装なった迎賓館に迎えた最初の国賓は、1974年11月に現職のアメリカ合衆国大統領として初来日したジェラルド・フォードだった。
1979年（昭和54年）6月28日、29日、第5回先進国首脳会議（東京サミット）の会場となる。サミット開催に当たっては反対運動が繰り広げられ、6月8日未明には迎賓館正門にめがけて無人の小型トラックが突進、手前の街路樹に衝突して炎上するテロ事件も発生した（中核派が犯行声明）。
2006年（平成18年）から2008年（平成20年）にかけて、大規模な改修工事が行われた。工事が終了した2009年（平成21年）12月8日、旧東宮御所（迎賓館赤坂離宮）として国宝に指定。明治以降の文化財としては初の国宝となった。
2011年（平成23年）に3日だけ一般公開。
2015年（平成27年）菅義偉官房長官は、観光立国の実現に向け、迎賓館赤坂離宮を視察。来年から一般公開を大幅に拡充することを発表する。
2016年（平成28年）4月から通年で一般公開、12月にはライトアップが行われた。来館者は2016年度で約76万5000人、2017年度で約58万3000人。

## 施設

### 本館

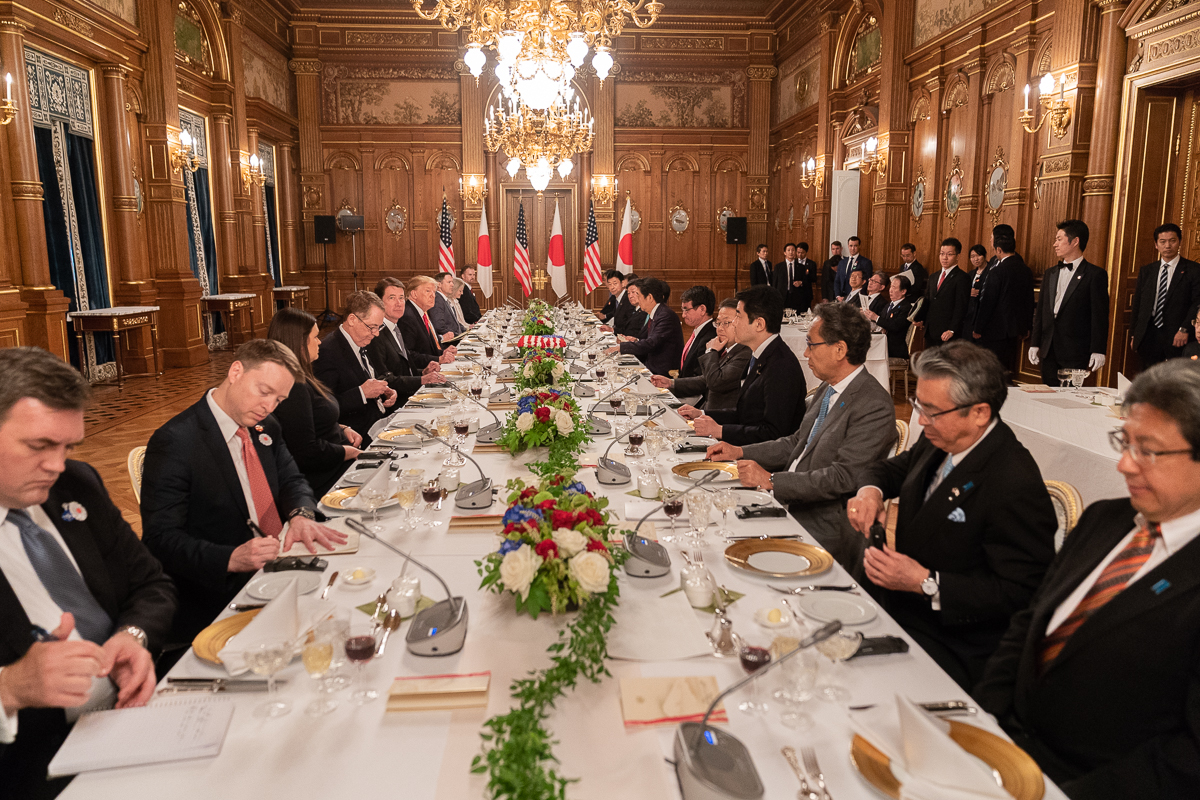
花鳥の間

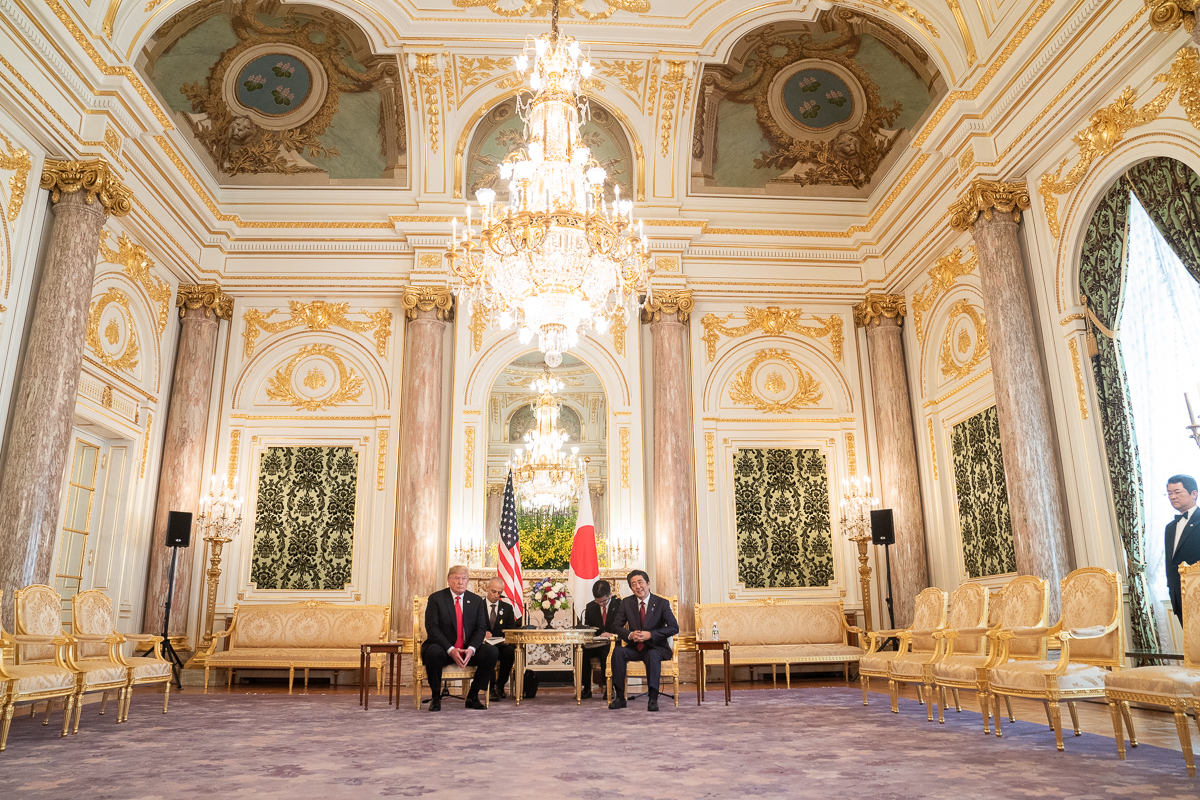
朝日の間

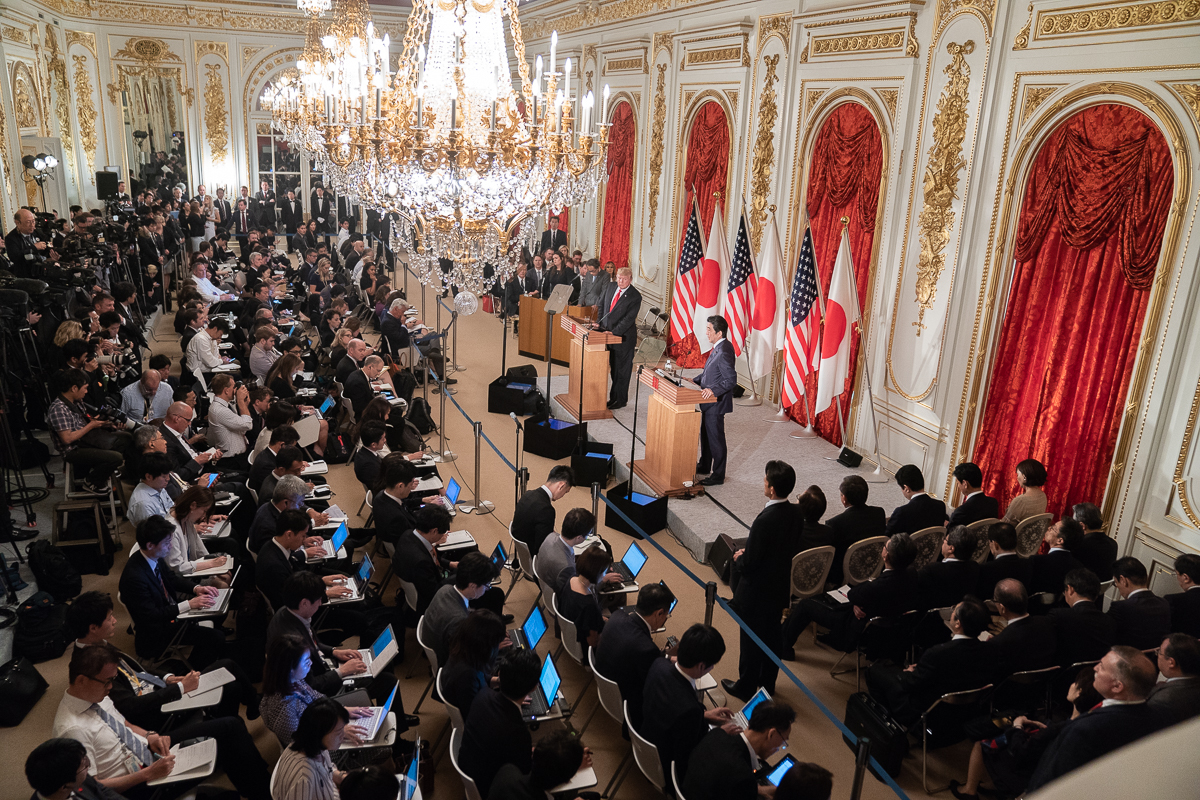
羽衣の間

日本が独自の文化を守りながらの西洋化と富国強兵に突き進んでいた時代を象徴して、天皇を「武勲の者」という印象を表現するために、正面玄関の屋根飾りや内装の模様などに鎧武者の意匠があるなど、建物全体に西洋の宮殿建築に日本風の意匠が混じった装飾になっている。イギリスのバッキンガム宮殿やフランスのヴェルサイユ宮殿が参考にされた。また、ウィーンのホーフブルク宮殿（新宮殿）との類似性も見られる。
また、電気が珍しかった建築当時の日本において、イギリス製の自家発電装置を備え付けて照明に電気を使い、アメリカ製の自動温度調節機能付き暖房装置を設置した。ただし、この暖房装置は正常に作動せず、室温が突然上がったり下がったりするトラブルに幾度も見舞われたという。煉瓦石造で西欧様式の建物は高温多湿の日本の気候には全く適さず、晩春から早秋にかけては天候によっては室内の湿度が著しく上がり、暖房はあっても冷房はないために居住性が著しく低かった。これに対処するために片山東熊は電気式の除湿機を設置する計画も考えていたが、こちらは実行に移されなかった。
建築当初の調度品はタペストリーなど日本製の物もあったが、椅子などの家具の多くはドイツやフランスなどから輸入したものを使用していた。この建物が迎賓館になった際に建物から放出されたこれらの家具の一部は現在、博物館明治村に保存・公開されている。
1974年(昭和49年)の改修時に金箔張りの賓客用エレベーターを設置。

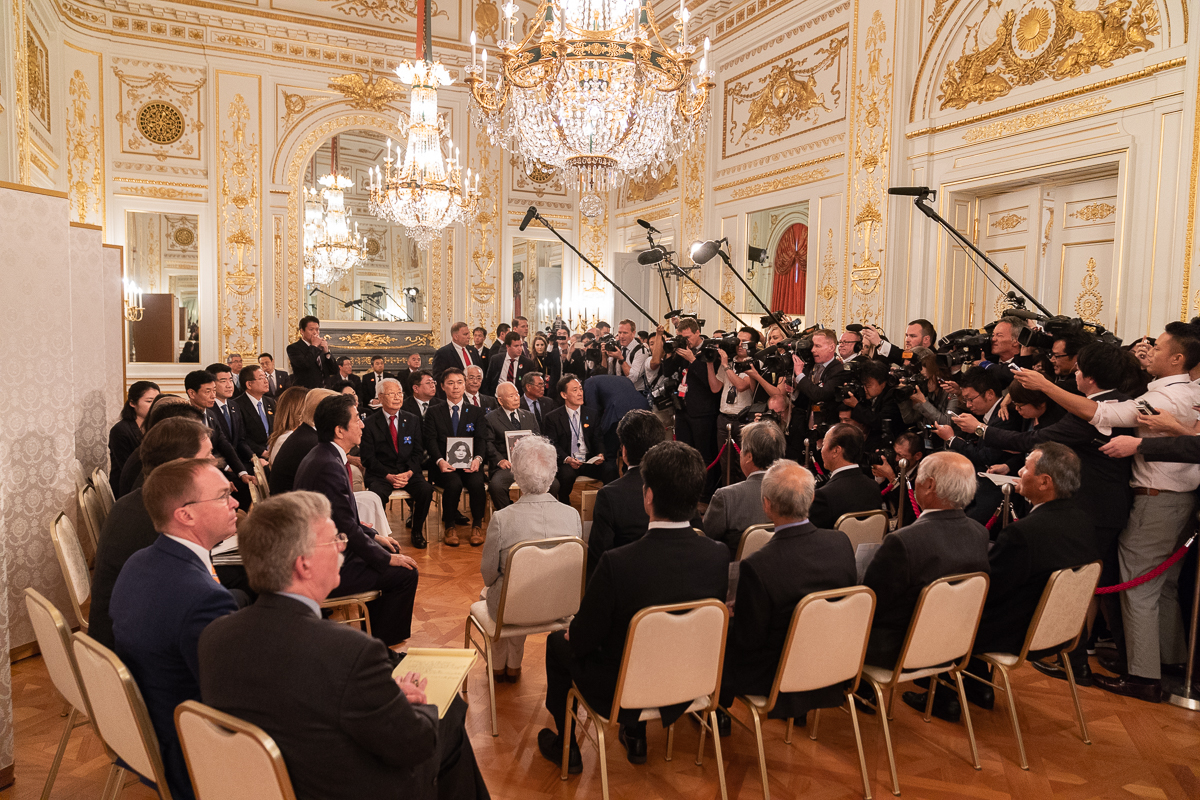
彩鸞の間

彩鸞の間（さいらん-の-ま）
名称は左右の大きな鏡の上と、鼠色の大理石で作られた暖炉の両脇に、「鸞」と呼ばれる架空の鳥をデザインした金色の浮き彫りがあることに由来している。室内はアンピール様式であり、白い天井と壁は金箔が施された石膏の浮き彫りで装飾されている。そして、10枚の鏡が部屋を広く見せている。広さは約160平方メートルある。この部屋は、表敬訪問のために訪れた来客が最初に案内される控えの間として使用されたり、晩餐会招待客の国・公賓との謁見や条約・協定の調印式、国・公賓とのインタビュー等に使用されている。
花鳥の間（かちょう-の-ま）
名称は天井に描かれた36枚の絵や、欄間に張られたゴブラン織風綴織、壁面に飾られた渡辺省亭原画・濤川惣助作の『七宝花鳥図三十額』に由来している。室内はアンリー2世様式であり、腰壁は茶褐色のシオジ材を板張りしており、重厚な雰囲気を醸し出している。広さは約330平方メートルある。この部屋は、主に国・公賓主催の公式晩餐会が催される大食堂であり、最大約130名の席が設けられている。
朝日の間（あさひ-の-ま）
名称は天井に描かれた「朝日を背にして女神が香車（チャリオット）を走らせている姿」のフレスコ画に由来している。天井画は長径8.26m, 短径5.15mの大きな楕円形である。室内は古典主義様式であり、壁には京都西陣の金華山織の美術織物が張られている。広さは約200平米ある。国・公賓用のサロンとして使われ、ここで表敬訪問や首脳会談などの行事が行われている。
羽衣の間（はごろも-の-ま）
名称は天井に謡曲の「羽衣」の景趣を描いた300平方メートルの曲面画法による大壁画（フレスコ画）があることに由来している。広さ約330平方メートルで、典型的なロココ様式である。室内は朝日の間と同様、古典主義様式である。正面の中2階には、オーケストラボックスがある。これは、羽衣の間が舞踏会場として設計されたからである。しかし実際に舞踏会が開かれたという記録はない。迎賓館の中で最も大きいシャンデリア（部品7000個、重量800キログラム）がある。広さは約330平米ある。この部屋は、雨天の際に歓迎行事を行ったり、また、晩餐会の招待客に食前酒や食後酒が供されたりする場所である。
東の間（ひがし-の-ま）
建物の2階の東の端にある。アルハンブラ宮殿（スペイン）にならったムーリッシュ様式のアラベスク装飾が特徴。かつては喫煙室、現在は控え室として使われている。一般参観ルートには入っておらず、通常非公開。
中央階段（ちゅうおうかいだん）と二階大ホール
欧州産の各種大理石がふんだんに用いられた階段とホール。ホールには小磯良平の絵画が飾られている。来訪した賓客を天皇・皇后が迎える。

### 和風別館
游心亭（ゆうしんてい）
1974年（昭和49年）に、谷口吉郎の設計により新設された。主和室は47畳の畳敷である。現在の和風別館は「日本らしいもてなしを行う施設」として、主に国公賓の会食や茶会などに供されてきた。珍しいところでは2016年12月に将棋の第2期叡王戦第2局が行われている。
なおこれらの施設は残しつつ、新たに宿泊施設を設けるなどの施設拡充が計画されている。和風別館の増改築事業については、安藤忠雄らの設計共同体が設計者として選定された。

### 衛舎
正門から本館へと向かう左右（東西方向）に建つ旧衛士詰所。シンメトリーで双方とも23.3×6.4m、地上1階地下1階、寄棟造、スレート葺き。国宝指定。

## ギャラリー

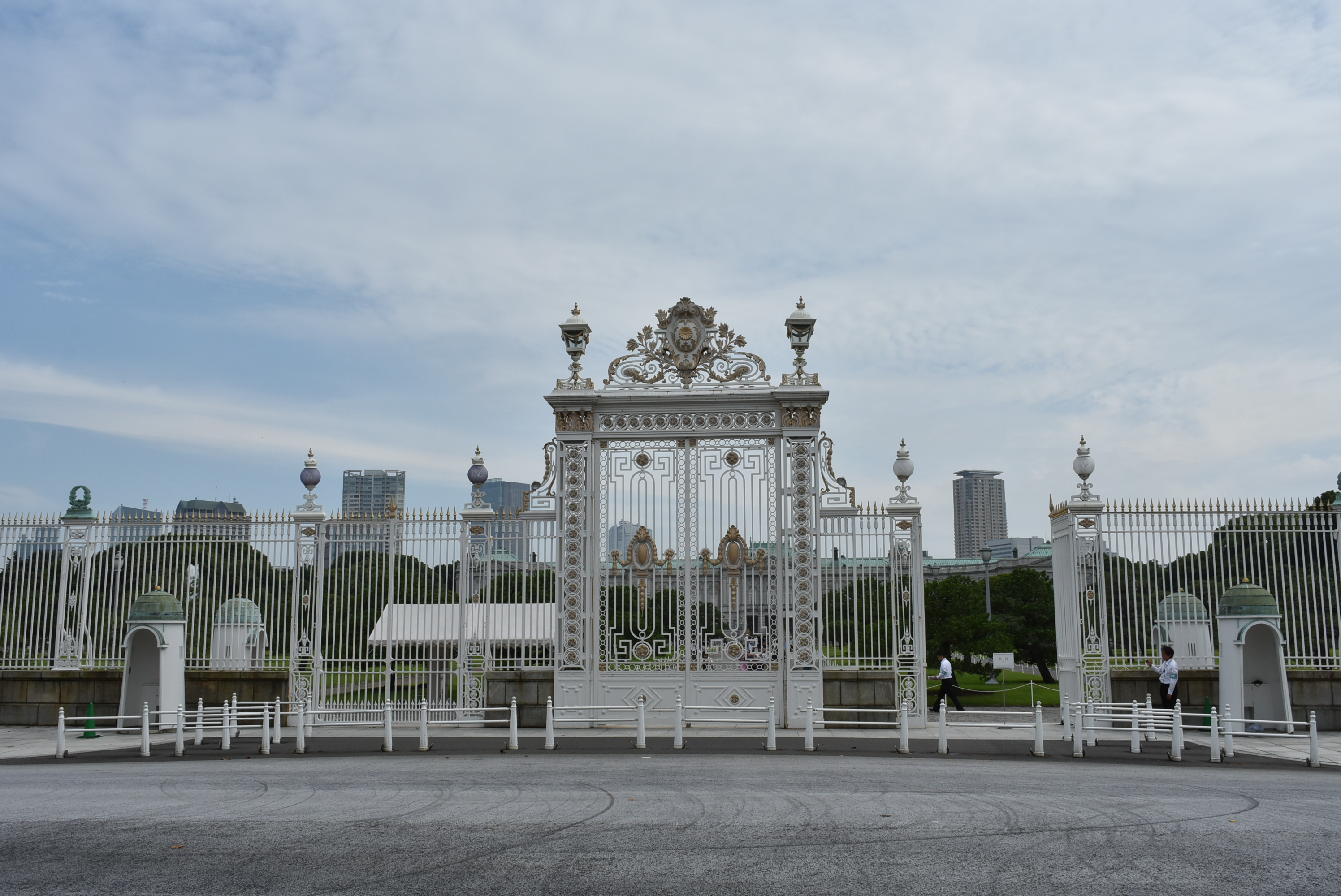
正門（2018年6月24日撮影）
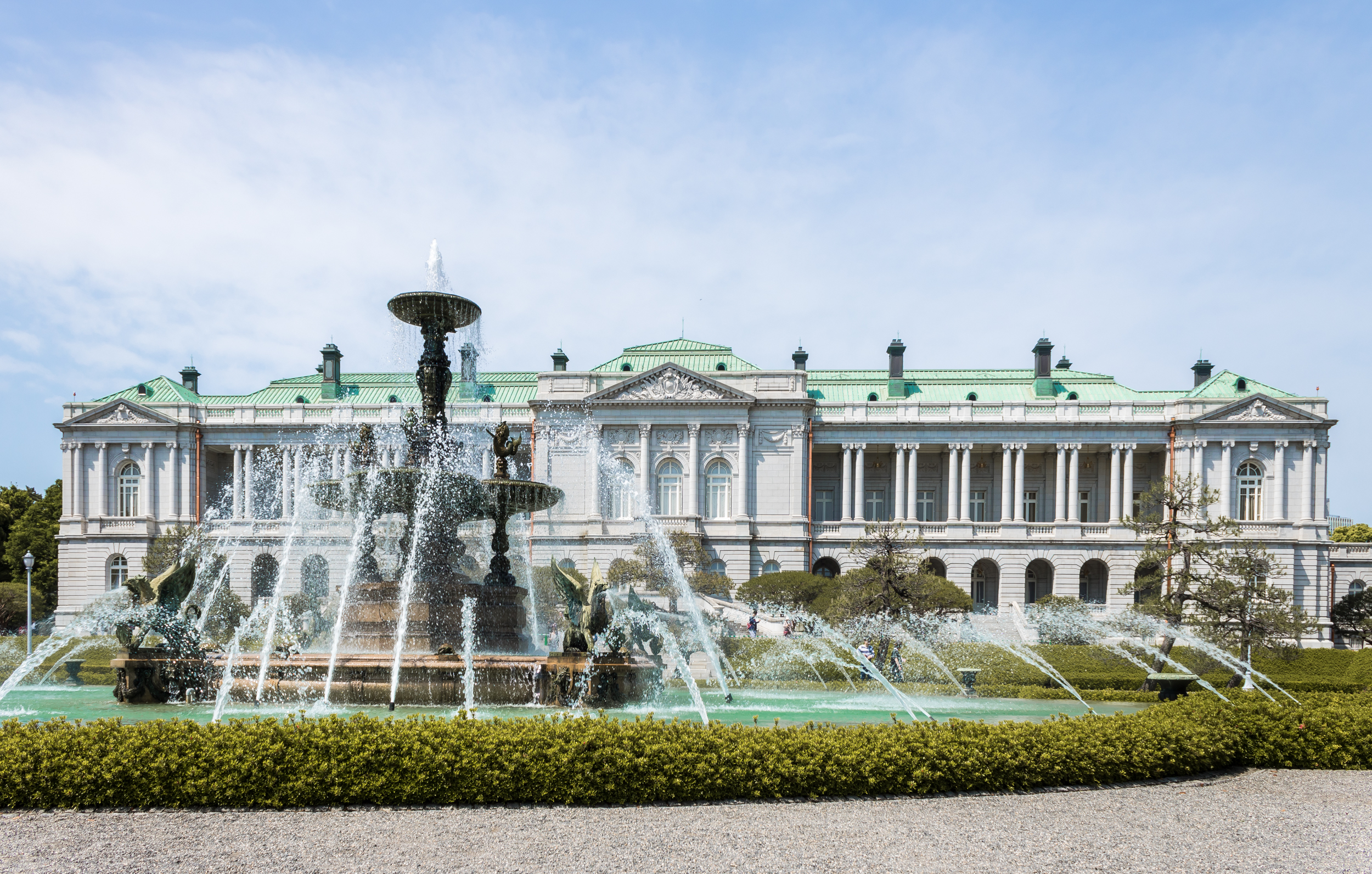
主庭の噴水
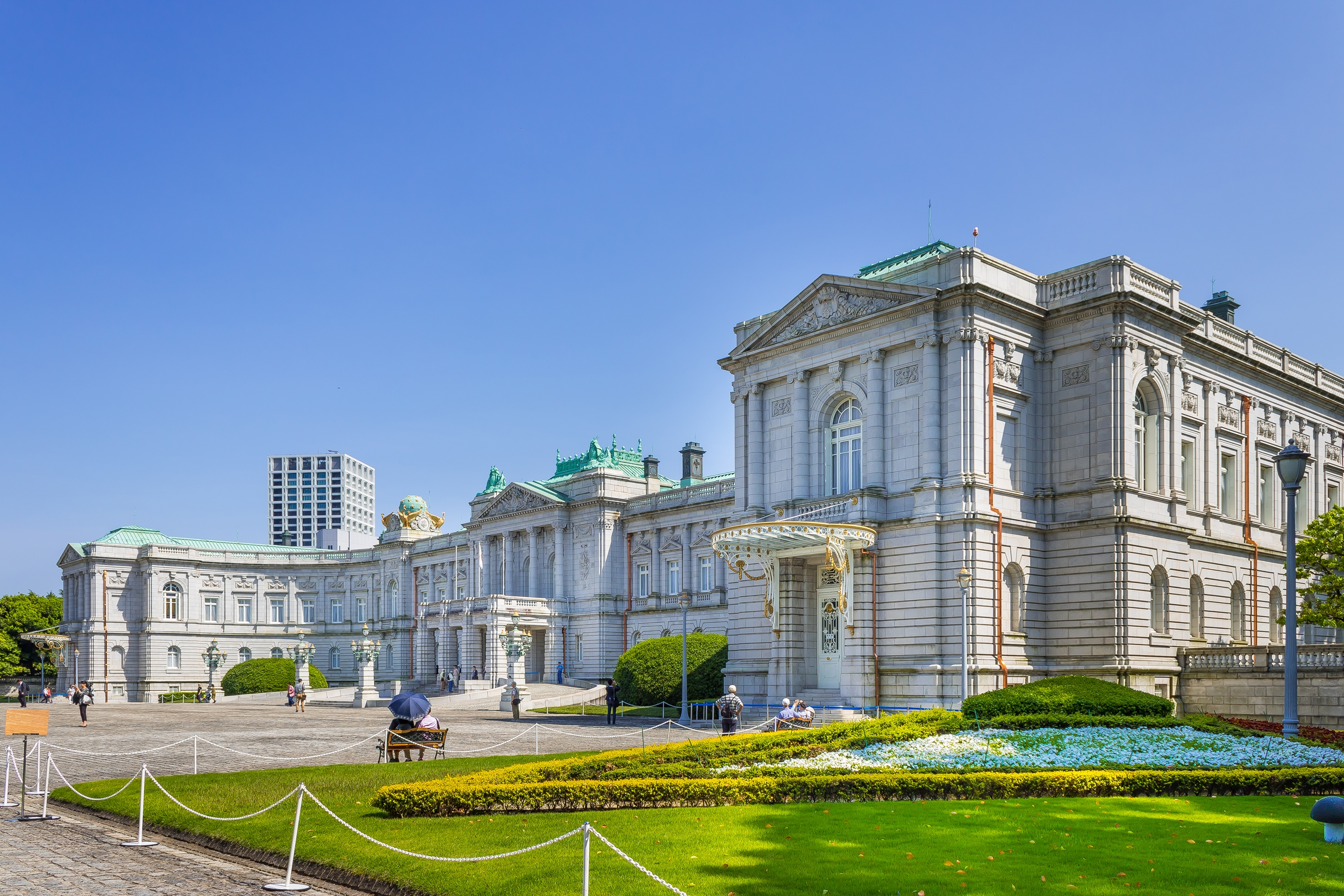
前庭
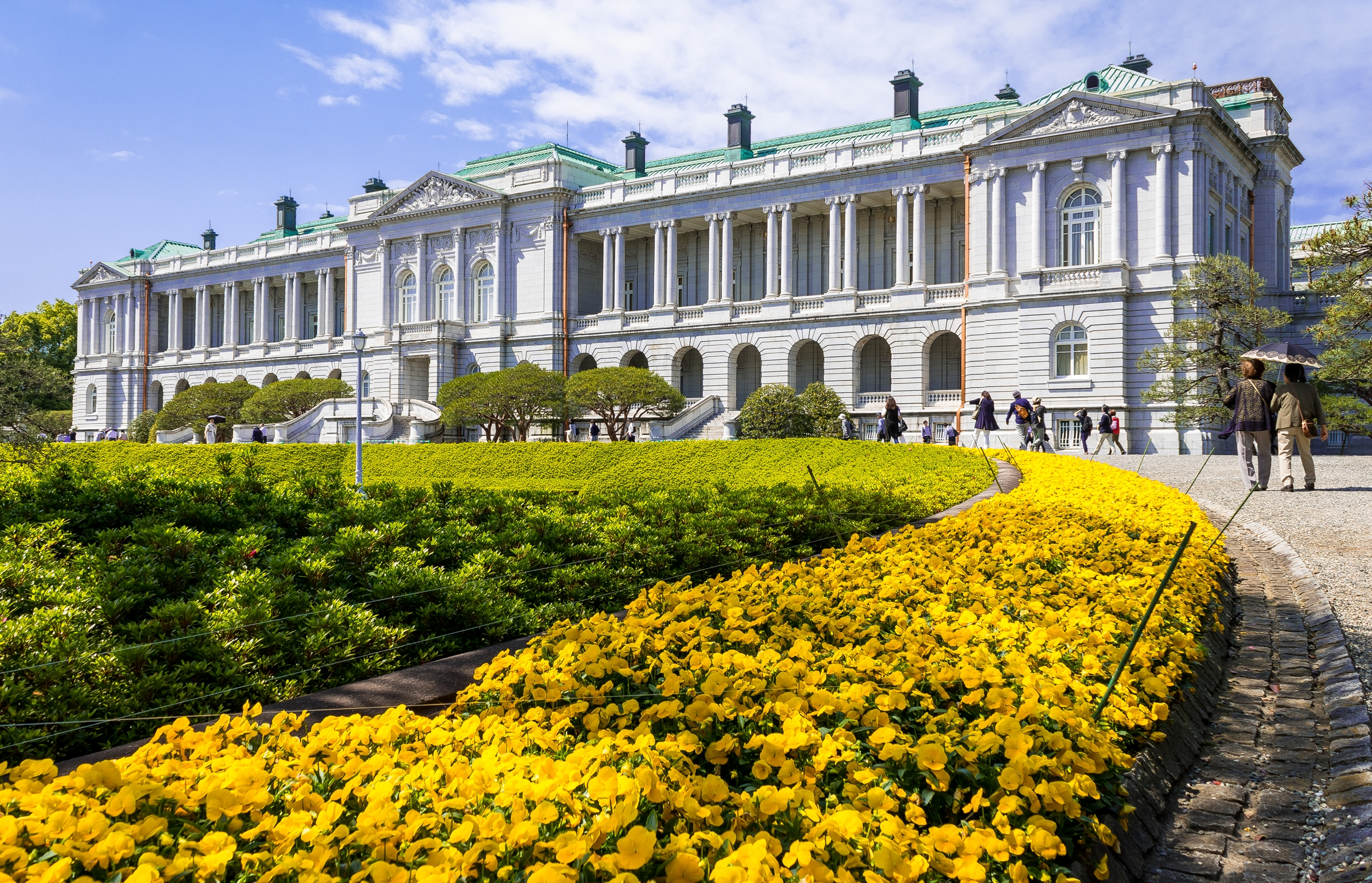
主庭
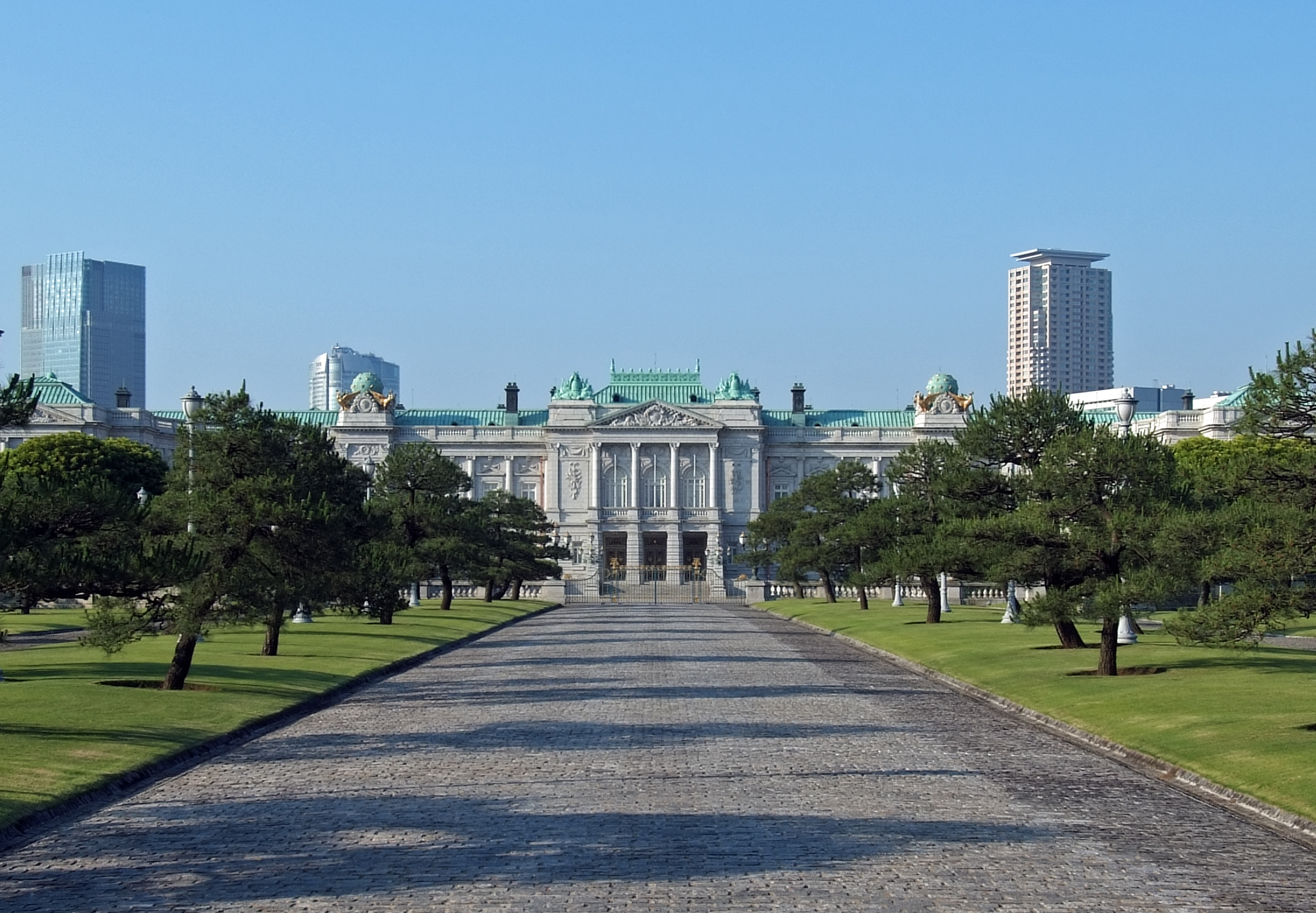
正面玄関と庭
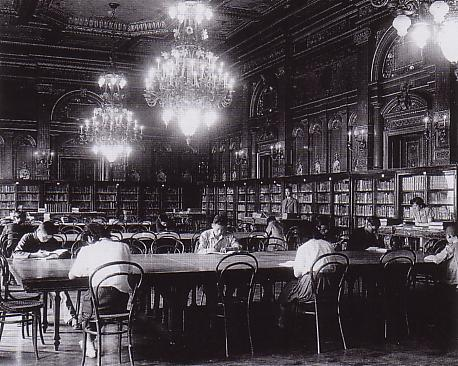
国会図書館として使用されていた当時
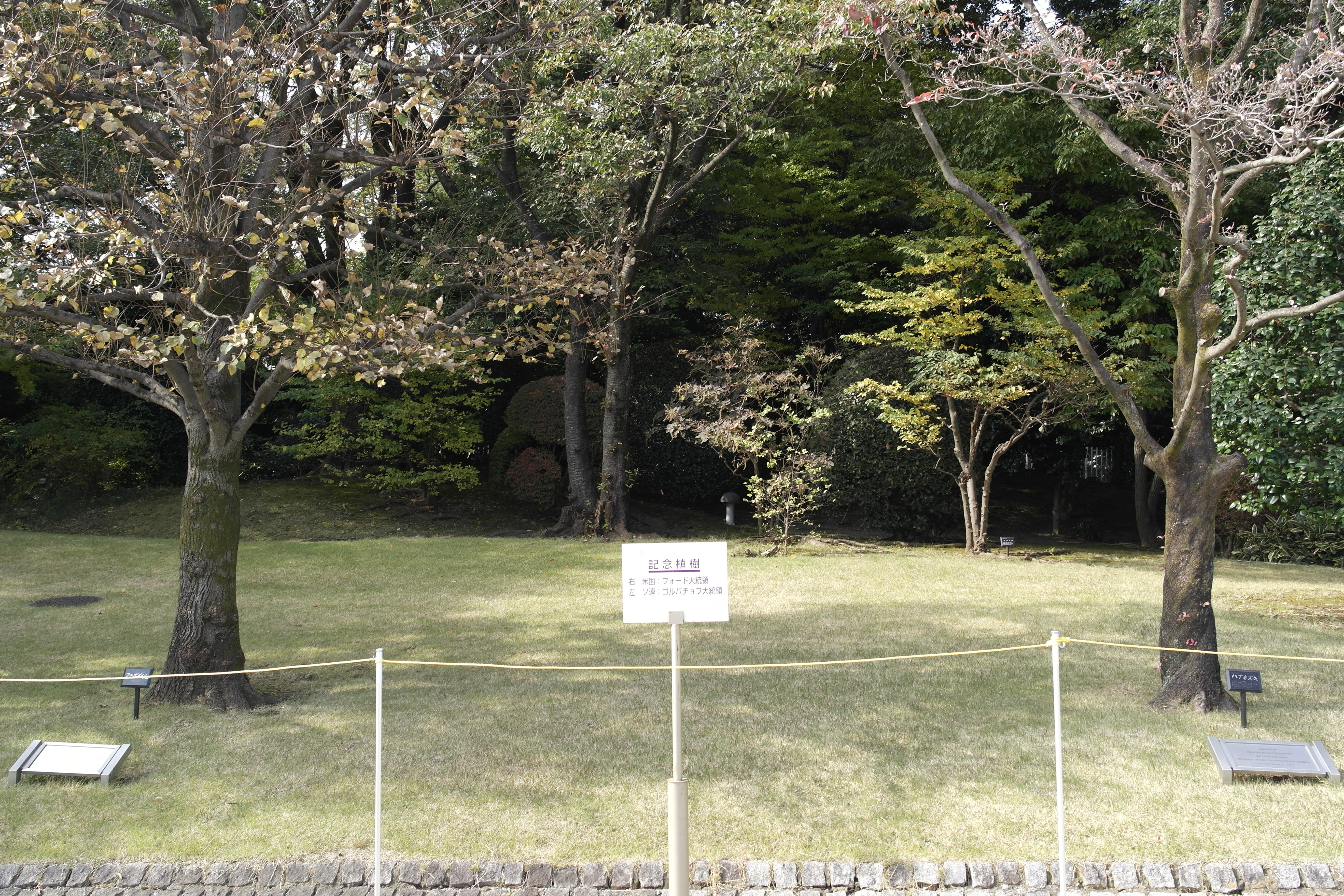
フォードとゴルバチョフの庭園植樹
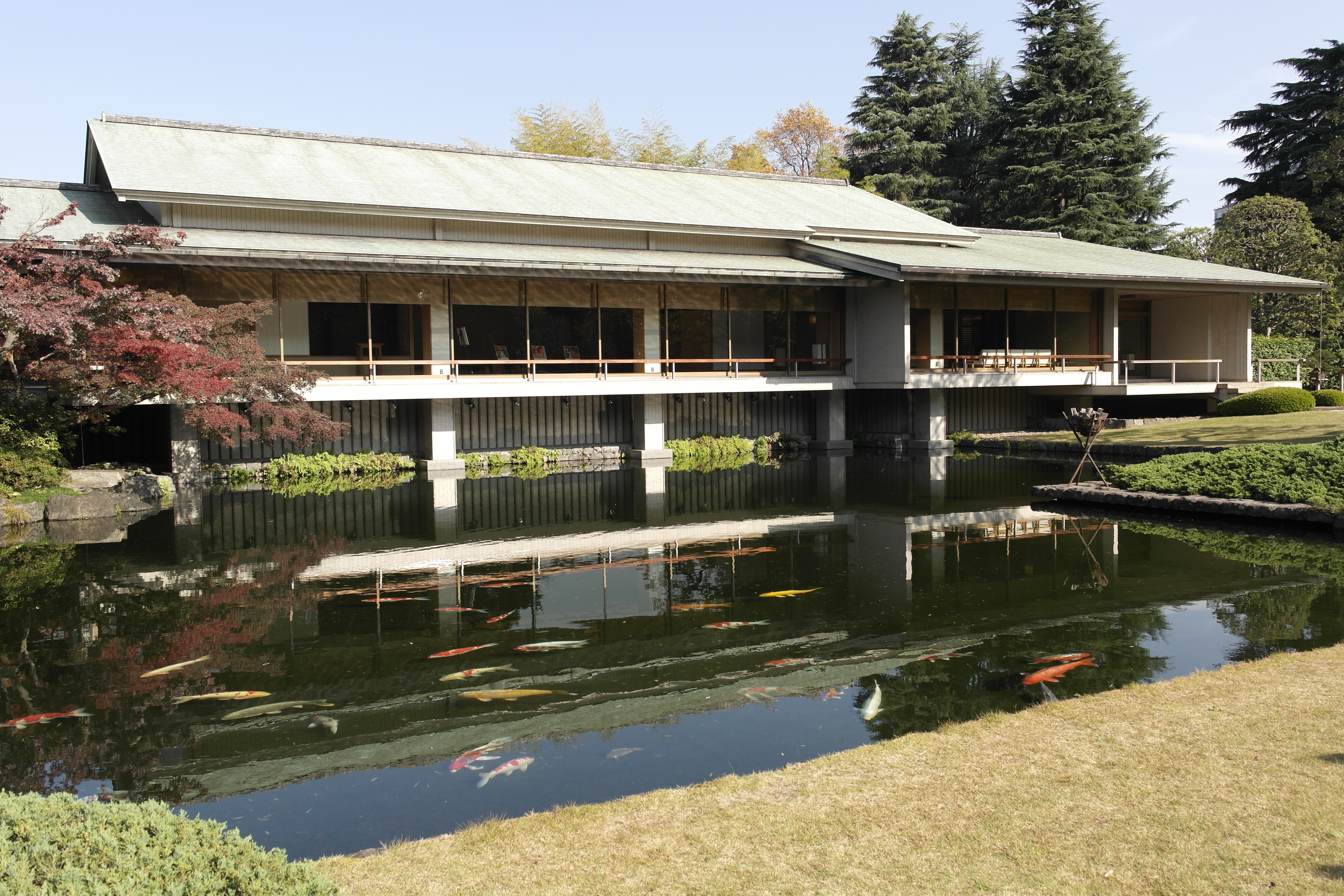
游心亭
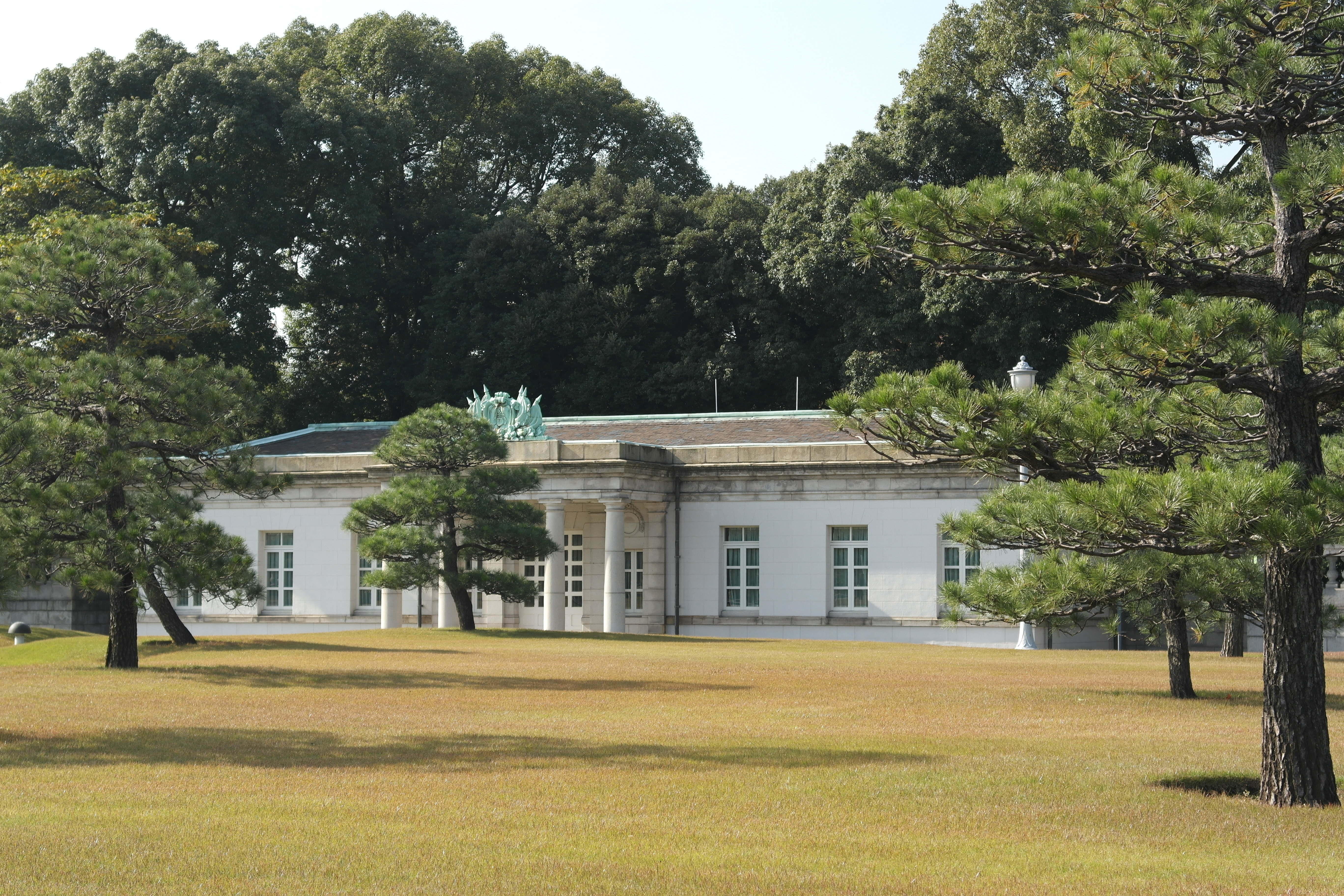
衛舎
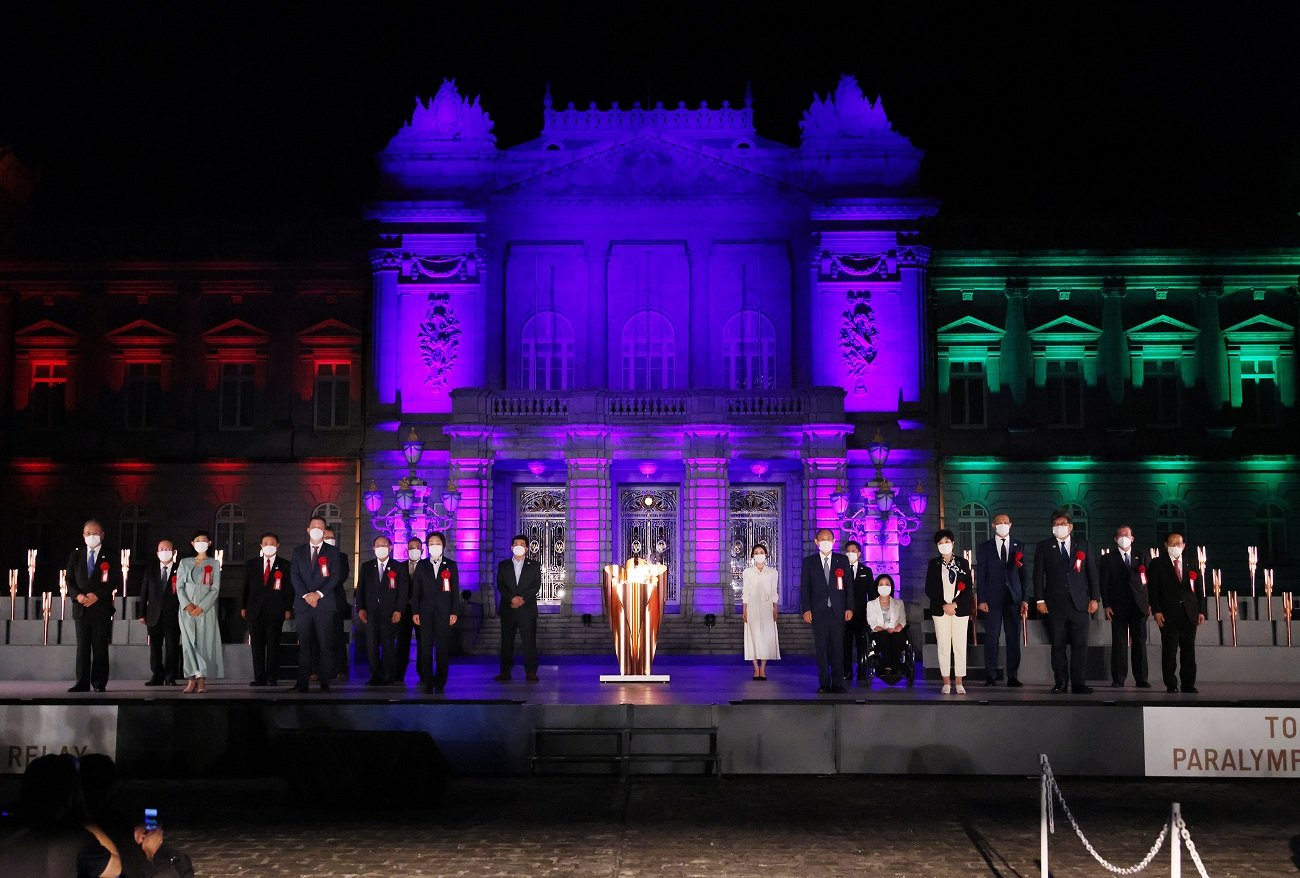
ライトアップ時（東京パラリンピックの聖火の集火式にて）

## 備考

### 游心亭の再現
石川県金沢市にある谷口吉郎・吉生記念金沢建築館には迎賓館赤坂離宮和風別館「游心亭」（谷口吉郎設計）の広間と茶室を再現した展示がある。

### ドキュメンタリー
- ハイビジョン特集「華麗なる宮殿への招待 迎賓館百年の物語」（2006年、NHK-BSP）[9]